# Myzozoa
Myzozoa (znany również jako Miozoa) – typ należący do nadtypu Alveolata, oraz królestwa Neozoa, stworzony przez Thomasa Cavaliera-Smitha. Żywią się metodą mizocytozy (ang. myzocytosis). W 2004 roku rozważano przekształcenie Myzozoi na nadtyp.
Do Myzozoa zalicza się kilka rodzajów pierwotniaków.
Myzozoa dzieli się na 2 podtypy: Dinozoa oraz apikompleksy.

## Ewolucja
Najbardziej powiązanym z Myzozoa typem są orzęski.
Zarówno Myzozoa, jak i orzęski – w przeciwieństwie do większości zbadanych do tej pory eukariotów – zdają się posiadać liniowe genomy mitochondrialne.
Rzędy odgałęziające się od Myzozoa do tej pory zostały poznane tylko częściowo. Apikompleksy i Collopellida wydają się być siostrzanymi kladami, tak jak w przypadku bruzdnic oraz Perkinsus.
Chromerida oraz Collopellida zdają się być siostrzanymi kladami podtypu Dinozoa, pomimo pozostawania bardziej związanymi z Perkinsus oraz bruzdnicami.